# Jacques Higelin
Jacques Victor Joseph Higelin, noto come Jacques Higelin (Brou-sur-Chantereine, 18 ottobre 1940 – Nogent-sur-Marne, 6 aprile 2018), è stato un cantautore, musicista e attore francese.
Fu noto e apprezzato per le sue qualità di comédien, ovvero di artista eclettico e a tutto tondo. Collaborò in incisioni discografiche con Dan Ar Braz e Brigitte Fontaine. Con quest'ultima e con l'attore e fantasista francese Rufus scrisse nel 1966 il testo teatrale Maman j'ai peur.

## Biografia
Higelin era originario della Seine-et-Marne ed era di padre alsaziano e madre belga. Fu un ottimo polistrumentista, capace di suonare indifferentemente pianoforte, accordeon, violino, armonica a bocca.
Artisticamente appartenne alla generazione successiva a quella dei classici artisti francesi, come Georges Brassens, Jacques Brel e Léo Ferré. La sua carriera ebbe inizio a metà degli anni sessanta con incisioni di canzoni di Boris Vian.
Diplomatosi al collegio La Paix-Notre Dame di Chelles, iniziò a frequentare poco più che adolescente il mondo dello spettacolo. Nel 1959, avvicinandosi alla professione di controfigura, conobbe sul set del film Le Bonheur est pour demain, il chitarrista Henri Crolla, amico di Jacques Prévert e di Paul Grimault, ma anche di Marcel Mouloudji e Yves Montand. Fu lo stesso Crolla - con il quale Higelin andò a vivere per qualche tempo - a invitarlo ad esprimere il proprio talento attraverso la canzone.
Nei primi anni sessanta, mentre frequentava la scuola d'arte drammatica di René Simon, Higelin compì un ulteriore passo avanti nella carriera di musicista grazie all'incontro con Pierre Barouh, musicista e ideatore dell'etichetta discografica Saravah. Ebbe così modo di incidere i suoi primi lavori al fianco di Brigitte Fontaine, Rufus, Areski Belkacem, Elisabeth Wiener.
Dopo un'interruzione di un paio di anni per compiere il servizio militare nell'esercito francese, una risoluta virata verso un repertorio maggiormente rock avvenne nei successivi anni settanta, in particolare con la pubblicazione dell'album BBH 75 (del 1974) che gli garantì la grande notorietà in Francia.
Nel 1977 iniziò a collaborare con Charles Trenet, al quale dedicherà uno spettacolo nella stagione teatrale 2004-2005 - Higelin enchante Trenet - il cui materiale di registrazione sarebbe poi confluito in un DVD pubblicato dalla EMI.
Come compositore Higelin fu autore di numerose canzoni - scritte particolarmente negli anni ottanta - che portarono alla realizzazione di apprezzati album come Champagne pour tout le monde ... e ... et Caviar pour les autres (1979), Higelin à Mogador (1981) e Tombé du ciel (1988), con la canzone omonima che è considerata uno fra i suoi maggiori successi.
Nel suo percorso artistico scandagliò quasi tutti gli aspetti dell'animo umano, dall'amore al sesso, dalla violenza alla morte, temi affrontati spesso con ardore teatrale; Higelin nondimeno si appoggiò talvolta a toni di limpida semplicità.
Molte delle sue canzoni - particolarmente alcune della prima fase della sua carriera - furono osteggiate dalle stazioni radio francesi per il loro contenuto politico non sempre apprezzato dall'establishment discografico e radiofonico, tuttavia essere finirono per diventare una sorta di leit motiv per i movimenti vicini alla sinistra radicale.
Nel 2007 gli venne assegnato il Premio Tenco per le sue interpretazioni che nel corso della carriera - secondo la motivazione del riconoscimento - ne avevano fatto un bluesman e chansonnier in grado di coniugare la tradizione francese con le moderne suggestioni cosmopolite e le contaminazioni linguistiche della canzone contemporanea.
Muore il 6 aprile 2018 dopo aver combattuto contro il cancro all'età di 77 anni.

## Vita privata
Sposato con Kuela, era padre di Ken Higelin, attore, di Izia Higelin, cantante, e di Arthur H, anch'egli cantautore popolare in Francia,

## Discografia
- 1967 - 20 chansons avant le déluge (con Brigitte Fontaine)
- 1969 – Higelin et Areski (con Areski Belkacem)
- 1971 – Jacques "Crabouif" Higelin
- 1973 – Jacques Canetti presente Jacques Higelin
- 1974 – BBH 75
- 1975 – Irradié
- 1976 – Alertez les bébés
- 1978 – No Man's Land (ospite Dan Ar Braz)
- 1979 - Champagne pour tout le monde ...
- 1979 – ... et Caviar pour les autres
- 1980 - Inédit '70
- 1980 -  La bande du Rex (estratti dalla colonna sonora del film omonimo)
- 1981 -  Higelin à Mogador
- 1981 -  Hold Tight (live)
- 1982 – Higelin 82
- 1983 - Casino de Paris (live)
- 1985 – Aï
- 1986 - Higelin a Bercy (live)
- 1986 - La Fugue du Petit Poucet (racconti per l'infanzia realizzati dal Collettivo per la Croce Rossa Francese)
- 1988 – Tombé du ciel
- 1990 – Follow the Live (live)
- 1991 – Illicite
- 1991 -  Au Coeur d'Higelin (best of, 2CD)
- 1992 – Le Rex (live)
- 1994 – Aux heroes de la voltige
- 1997 - Le meilleur d'Higelin pour tout le monde (best of)
- 1998 – Paradis païen
- 1998 - 20 chansons d'or (best of)
- 1999 - Karaoké
- 2000 – Live 2000 (live)
- 2005 – Higelin entre 2 gares (best of + live - ne esiste una edizione limitata in due CD)
- 2005 -  Higelin Enchante Trenet (live, ne esiste una edizione limitata in due CD)
- 2006 – Amor Doloroso
- 2010 - Coup de foudre

## Filmografia
- 1959 - Pelo di spia di Henri Decoin
- 1959 - La verte moisson di François Villiers
- 1961 - Le bonheur est pour demain di Henri Fabiani - accreditato come Jacques Igelin
- 1961 - Saint-Tropez Blues di Marcel Moussy
- 1963 - Le théâtre de la jeunesse - serie TV, 1 episodio
- 1963 - Pierino la peste di Yves Robert
- 1965 - Une fille dans la montagne - film TV
- 1965 - Rapina al sole di Jacques Deray
- 1965 - Marie Curie - Une certaine jeune fille - film TV
- 1965 - Les saintes chéries - serie TV, 1 episodio
- 1966 - Les fables de La Fontaine - serie TV, 1 episodio
- 1967 - Les encerclés di Christian Gion
- 1969 - Erotissimo di Gérard Pirès
- 1969 - Sept jours ailleurs di Marin Karmitz
- 1969 - L'art de la turlute di Gérard Pirès - cortometraggio
- 1970 - Nous n'irons plus au bois di Georges Dumoulin
- 1971 - Léa l'hiver di Marc Monnet
- 1973 - La pendolare di Gérard Pirès
- 1973 - L'an 01 di Jacques Doillon, Alain Resnais per "Séquence de New York" e Jean Rouch per "au Niger"
- 1973 - Salut, voleurs! di Frank Cassenti
- 1977 - Un altro uomo, un'altra donna di Claude Lelouch - non accreditato
- 1980 - La bande du Rex di Jean-Henri Meunier
- 1988 - Savannah di Marco Pico
- 1993 - Un homme à la mer - film TV
- 2003 - La profezia delle ranocchie di Jacques-Rémy Girerd - solo voce
- 2004 - Colette, une femme libre - miniserie TV, 2 episodi
- 2013 - Jappeloup di Christian Duguay
- 2014 - H-Man - serie di cortometraggi TV, 1 episodio

## Opere letterarie
- Lettres d'amour d'un soldat de vingt ans, Éditions Grasset, Parigi, 1987 ISBN 2246389216 (raccolta di lettere che l'autore inviò alla sua compagna all'epoca del servizio militare svolto dapprima in Germania e poi in Algeria)
- con Valérie Lehoux, Je vis pas ma vie, je la rêve, Parigi, Fayard, 2015